# Tectaria semipinnata
Tectaria semipinnata là một loài thực vật có mạch trong họ Dryopteridaceae. Loài này được (Roxb.) C.V. Morton miêu tả khoa học đầu tiên năm 1974.